# Кондратов, Яков Андреевич
Яков Андреевич Кондратов (1911-1983) — старшина Рабоче-крестьянской Красной Армии, участник Великой Отечественной войны, Герой Советского Союза (1945).

## Биография
Яков Кондратов родился 30 марта 1911 года в селе Сошки (ныне — Грязинский район Липецкой области). Получил начальное образование, после чего работал сначала в колхозе, а позднее на торфопредприятии. В ноябре 1941 года Кондратов был призван на службу в Рабоче-крестьянскую Красную Армию. С января 1942 года — на фронтах Великой Отечественной войны. К январю 1945 года сержант Яков Кондратов командовал отделением 206-го инженерно-сапёрного батальона 34-й инженерно-сапёрной бригады 33-й армии 1-го Белорусского фронта. Отличился во время освобождения Польши.
14 января 1945 года под вражеским огнём отделение Кондратова проделало несколько проходов во вражеских проволочных заграждениях и минных полях в районе населённого пункта Анджеюв в 20 километрах к юго-западу от города Пулавы. Позднее, перед наступлением советских частей отделение Кондратова проделало ещё два прохода для танков. Кондратов лично обезвредил 275 противотанковых мин.
Указом Президиума Верховного Совета СССР от 27 февраля 1945 года сержант Яков Кондратов был удостоен высокого звания Героя Советского Союза с вручением ордена Ленина и медали «Золотая Звезда».
После окончания войны в звании старшины Кондратов был демобилизован. Проживал в посёлке Новый Снопок Орехово-Зуевского района Московской области, работал на местном торфопредприятии. Умер 27 марта 1983 года.

## Награды
- Медаль «Золотая Звезда»
- Орден Ленина (27.02.1945);
- Орден Красного Знамени (05.11.1944);
- Орден Отечественной войны 2 степени (26.08.1944);
- Орден Красной Звезды (18.05.1944);
- Медали, в том числе «За боевые заслуги» (12.06.1944), «За оборону Москвы» (1.05.1944).